# Kazachstania rosinii
Kazachstania rosinii är en svampart som först beskrevs av Vaughan-Mart., Barcaccia & Pollacci, och fick sitt nu gällande namn av Kurtzman 2003. Kazachstania rosinii ingår i släktet Kazachstania och familjen Saccharomycetaceae.   Inga underarter finns listade i Catalogue of Life.